# Вишнопіль (Хмельницький район)
Вишно́піль — село в Україні, у Староостропільській сільській громаді Хмельницького району Хмельницької області. Населення становить 714 осіб. До 2020 орган місцевого самоврядування — Староостропільська сільська рада.

## Герб
Щит скошений чотиридільно. У першій і четвертій зелених частинах по три срібні вишні з листком, у другій і третій срібних по три червоні вишні з зеленим листком. Герб є промовистим.

## Історія
7 (20) листопада 1917 року, відповідно до Третього Універсалу Української Центральної Ради, увійшло до складу Української Народної Республіки.
12 червня 2020 року, відповідно до розпорядження Кабінету Міністрів України № 727-р «Про визначення адміністративних центрів та затвердження територій територіальних громад Хмельницької області», увійшло до складу Староостропільської сільської громади.
19 липня 2020 року, після ліквідації Старокостянтинівського району, село увійшло до Хмельницького району.

## Населення

### Мова
Розподіл населення за рідною мовою за даними перепису 2001 року:
| Мова       | Кількість | Відсоток |
| ---------- | --------- | -------- |
| українська | 706       | 98.88%   |
| вірменська | 5         | 0.70%    |
| російська  | 3         | 0.42%    |
| Усього     | 714       | 100%     |

## Галерея

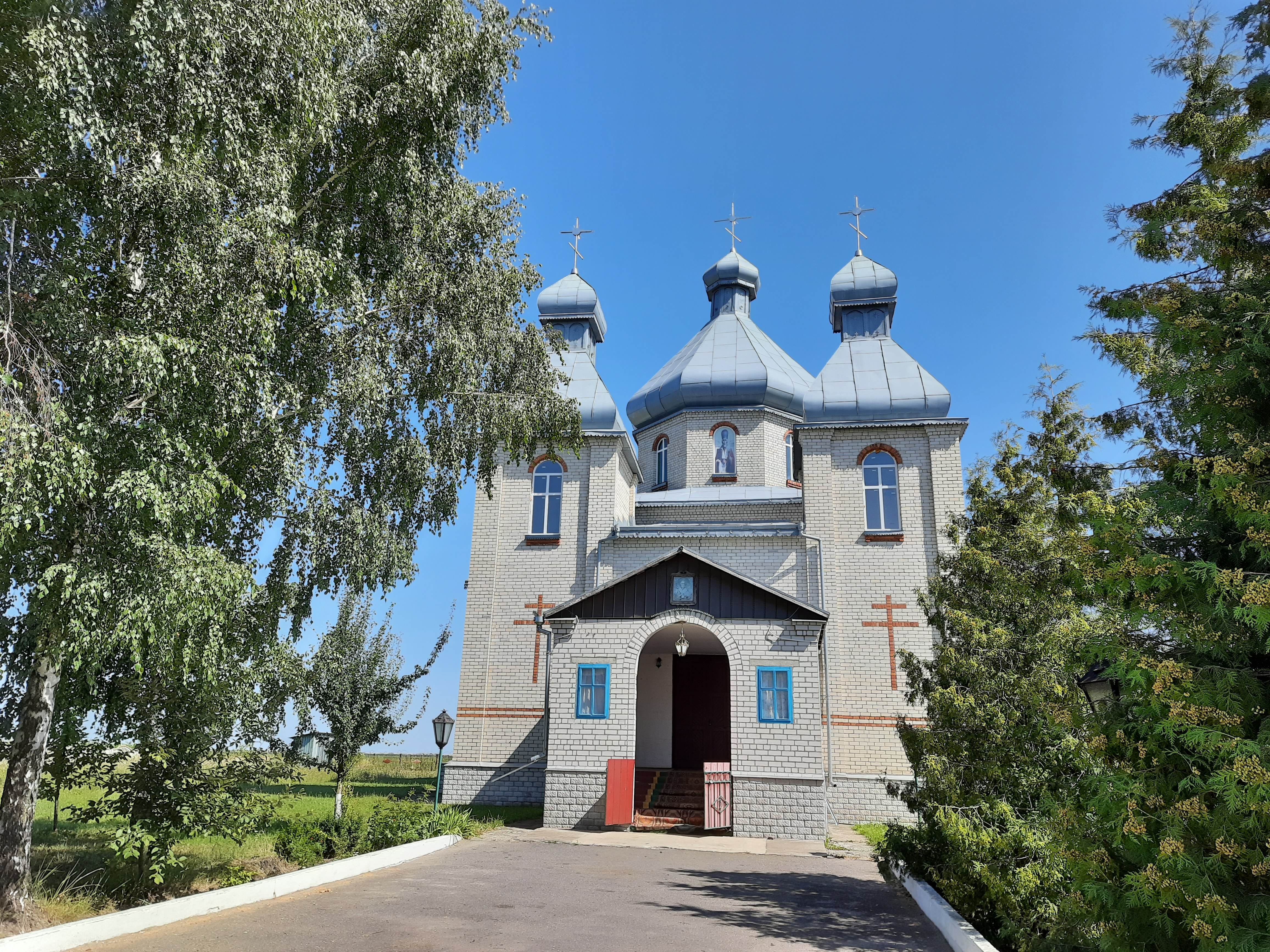
Миколаївська церква
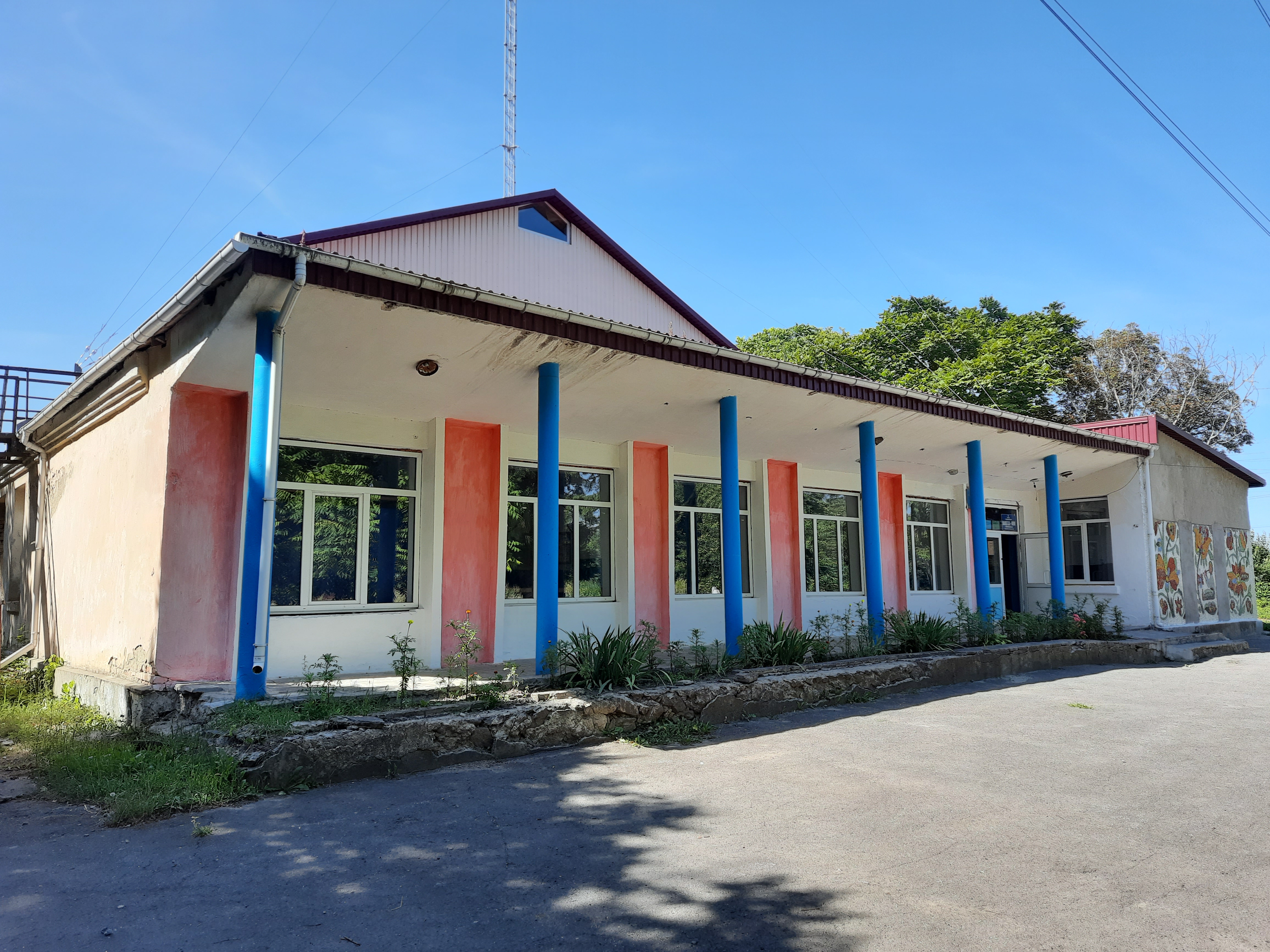
Будинок культури
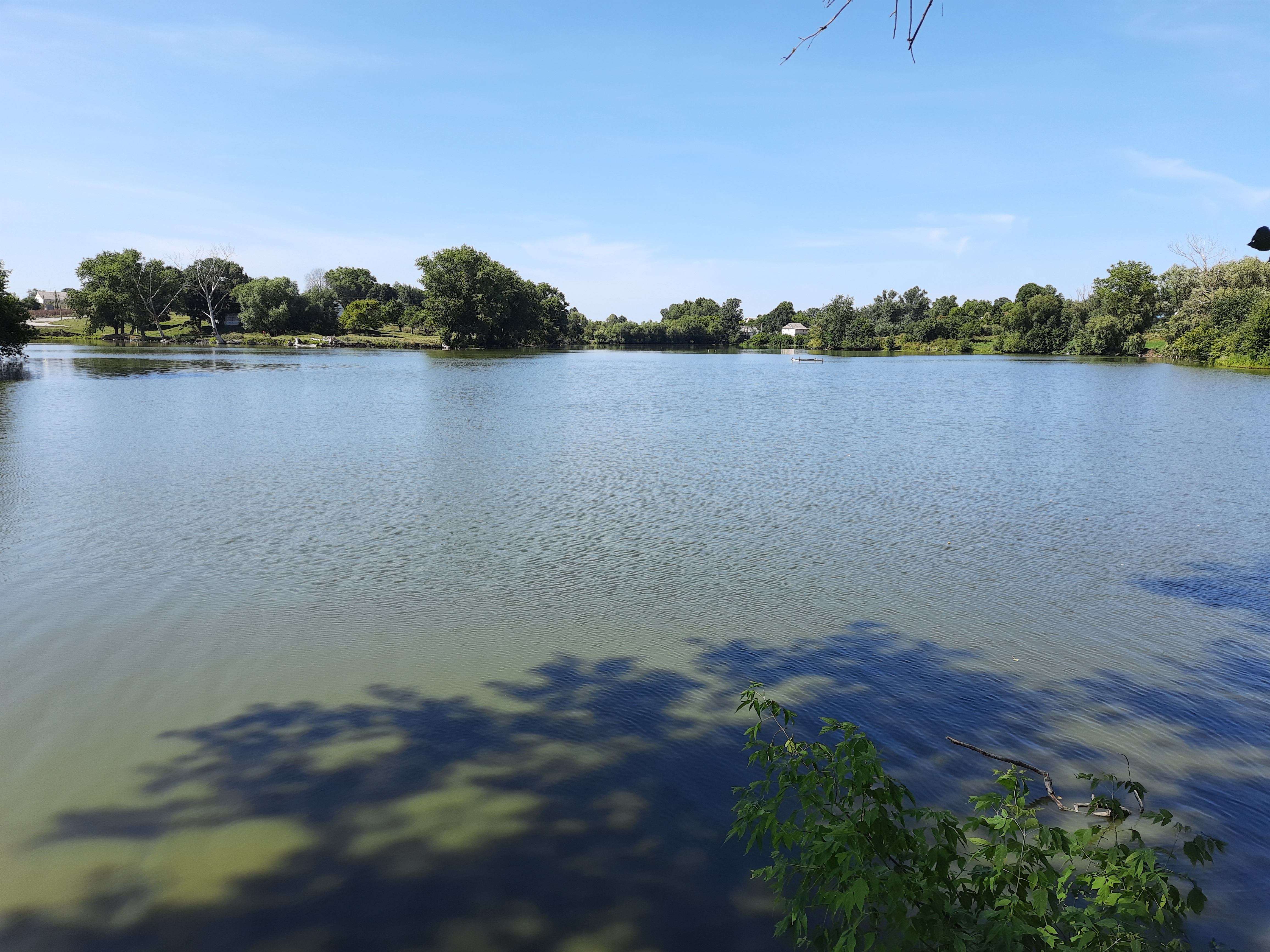
Став біля села